# Ernst Sandmann
Ernst Sandmann (* 24. Januar 1909; † unbekannt) war ein Bremer Politiker (SPD) und Mitglied der Bremischen Bürgerschaft.  

## Biografie
Sandmann war nach Mai 1945 als Angestellter bei der US-Militärregierung in der Amerikanischen Besatzungszone tätig.
Er war Mitglied der SPD.
Vom November 1946 bis 1947 war er Mitglied der ersten gewählten Bremischen Bürgerschaft und in Deputationen der Bürgerschaft tätig. 